# Norwegia na Mistrzostwach Świata w Lekkoatletyce 2015
Norwegia na Mistrzostwach Świata w Lekkoatletyce 2015 – reprezentacja Norwegii podczas Mistrzostw Świata w Pekinie liczyła 9 zawodników, z których żaden nie zdobył medalu.

## Występy reprezentantów Norwegii

### Mężczyźni
| Konkurencja    | Zawodnik            | Runda 1  | Runda 1 | Półfinał | Półfinał | Finał        | Finał   |
| Konkurencja    | Zawodnik            | Rezultat | Pozycja | Rezultat | Pozycja  | Rezultat     | Pozycja |
| -------------- | ------------------- | -------- | ------- | -------- | -------- | ------------ | ------- |
| Bieg na 1500 m | Henrik Ingebrigtsen | 3:43,97  | 31.     | NQ       | NQ       | NQ           | NQ      |
| Bieg na 5000 m | Sindre Buraas       | 13:58,07 | 30.     | —        | —        | NQ           | NQ      |
| Chód na 20 km  | Erik Tysse          | —        | —       | —        | —        | DNF          | DNF     |
| Chód na 50 km  | Håvard Haukenes     | —        | —       | —        | —        | 3:56:50 (SB} | 24.     |

### Kobiety
| Bieg na 100 m              | Ezinne Okparaebo          | 11,12 (SB} | 12. q | 11,19      | 18. | NQ | NQ | NQ | NQ |
| Bieg na 5000 m             | Karoline Bjerkeli Grøvdal | 16:02,20   | 20.   | —          | —   | NQ | NQ |    |    |
| Bieg na 100 m przez płotki | Isabelle Pedersen         | 12,96      | 15. Q | 12,86 (PB} | 8.  | NQ | NQ |    |    |
| Bieg na 400 m przez płotki | Amalie Iuel               | 56,59      | 26.   | NQ         | NQ  | NQ | NQ |    |    |

| Siedmiobój    | Siedmiobój         | Siedmiobój | Siedmiobój | Siedmiobój |
| Zawodniczka   | Konkurencja        | Wynik      | Punkty     | Pozycja    |
| ------------- | ------------------ | ---------- | ---------- | ---------- |
| Ida Marcussen | Bieg na 100 m p.pł | 14,47      | 913        | 30.        |
| Ida Marcussen | Skok wzwyż         | 1,68       | 830        | 30.        |
| Ida Marcussen | Pchnięcie kulą     | 12,86      | 718        | 27.        |
| Ida Marcussen | Bieg na 200 m      | 26,27      | 774        | 33.        |
| Ida Marcussen | Skok w dal         | 5,89       | 816        | 24.        |
| Ida Marcussen | Rzut oszczepem     | 42,01      | 706        | 21.        |
| Ida Marcussen | Bieg na 800 m      | 2:12,62    | 927        | 6.         |
| Razem         | Razem              | Razem      | 5684       | 25.        |